# Seitan
Seitan (say-tahn), som også kaldes for imiteret and, hvedekød, Buddha-mad eller blot gluten, er en vegansk spise lavet af gluten fra hvede. Den fremstilles ved at vaske en klump dej af hvedemel, indtil stivelsen er blevet skyllet væk, og der kun er gluten tilbage. Seitan koges derefter i vand eller bouillon. Seitan undgås af nogle vegetarer og veganere, da dens konsistens og smag kan komme for tæt på kød .

## Baggrund
Seitan er et japansk ord der refererer til gluten som har været kogt i sojasauce. Ordet stammer fra sætningen tadashii tanpakugen (japansk: 正しいたんぱく源), der løst kan oversættes til "ordentlig/proper proteinkilde". Man har taget læsningen af tegnet fra det første ord i sætningen, sei (japansk: 正), og sat det sammen med første del af andet ord, nemlig tan (japansk: たん), og derved konstrueret et sammensat ord, seitan (japansk: 正たん/skrives: セイタン). Kommerciel produktion af seitan begyndte i 1962 og i slutningen af tresserne var man begyndt at eksportere den til USA. Seitan er ikke så kendt i vesten, men den har været en del af den traditionelle kost i Kina, Korea, Japan, mellemøstlige lande og de fleste steder, hvor hvede er en sædvanligt anvendt ingrediens. I Nordamerika spiser mormonerne seitan tit. Seitan har været en basisfødevare blandt kinesiske vegetarmunke, russiske hvedelandmænd, bønder fra Sydøstasien og mormoner.

## Anvendelse
Seitan bruges ofte i stedet for kød i asiatisk, vegetarisk og vegansk mad, da dens konsistens minder om køds. Seitan kan frituresteges, steges, dampes, koges eller bages. Ofte bliver den marineret med forskellige smagsgivere som sojasovs, krydderier eller krydderurter, da seitan i sig selv ikke har så meget smag. Til jul bruger nogle vegetarer og veganere seitan som erstatning for and.

## Sundhedsrelaterede fakta
Seitan er krydret gluten fra fuldkornshvede som er fedtfattig og rig på proteiner og komplekse kulhydrater, dog kan importeret seitan indeholde for meget salt. Smagsmæssigt og konsistensmæssigt er seitan den veganske madvare, der minder bedst om kød, og der følger også den fordel med, at den er kolesterolfri i modsætning til kød.